# André Masséna
André Masséna (tiếng Việt: Ma-xê-na), Công tước Rivoli (Duc de Rivoli), Hoàng tử Essling (Prince d'Essling) (sinh ngày 6 tháng 5 năm 1758, mất ngày 4 tháng 7 năm 1817) là một thống chế của Napoléon I. Masséna được nhiều nhà sử học coi là một trong những chỉ huy bộ binh xuất sắc nhất trong lịch sử quân sự Pháp, chính Napoléon đã nhận xét ông là chỉ huy xuất sắc nhất của quân đội Đế chế Pháp. Nhờ thành tích trên chiến trường, Masséna có biệt danh là "đứa con yêu quý của chiến thắng" (l'Enfant chéri de la Victoire).

## Tiểu sử
André Masséna (it. Andrea Massena) sinh năm 1758 tại thành phố biển Nice miền Nam nước Pháp. Bố ông là một chủ cửa hàng gốc Do Thái có họ gốc là Menasse. Sau khi bố của Masséna mất năm 1764, mẹ ông tái giá và gửi con cho một gia đình họ hàng chăm sóc.
Lên 13 tuổi, Masséna bắt đầu làm việc trên một chiếc tàu hàng hoạt động ở biển Địa Trung Hải. Năm 1775, sau bốn năm làm việc trên biển, ông trở về Nice và nhập ngũ, chiến đấu trong trung đoàn hoàng gia Ý. Năm 1789, ông rời quân ngũ với hàm chuẩn úy (quân hàm cao nhất cho một người lính không có xuất thân quý tộc như Masséna). Chỉ hai năm sau ông tái ngũ và năm 1792 thì được thăng tới hàm đại tá.

## Sự nghiệp

### Xung đột trongCách mạng Pháp

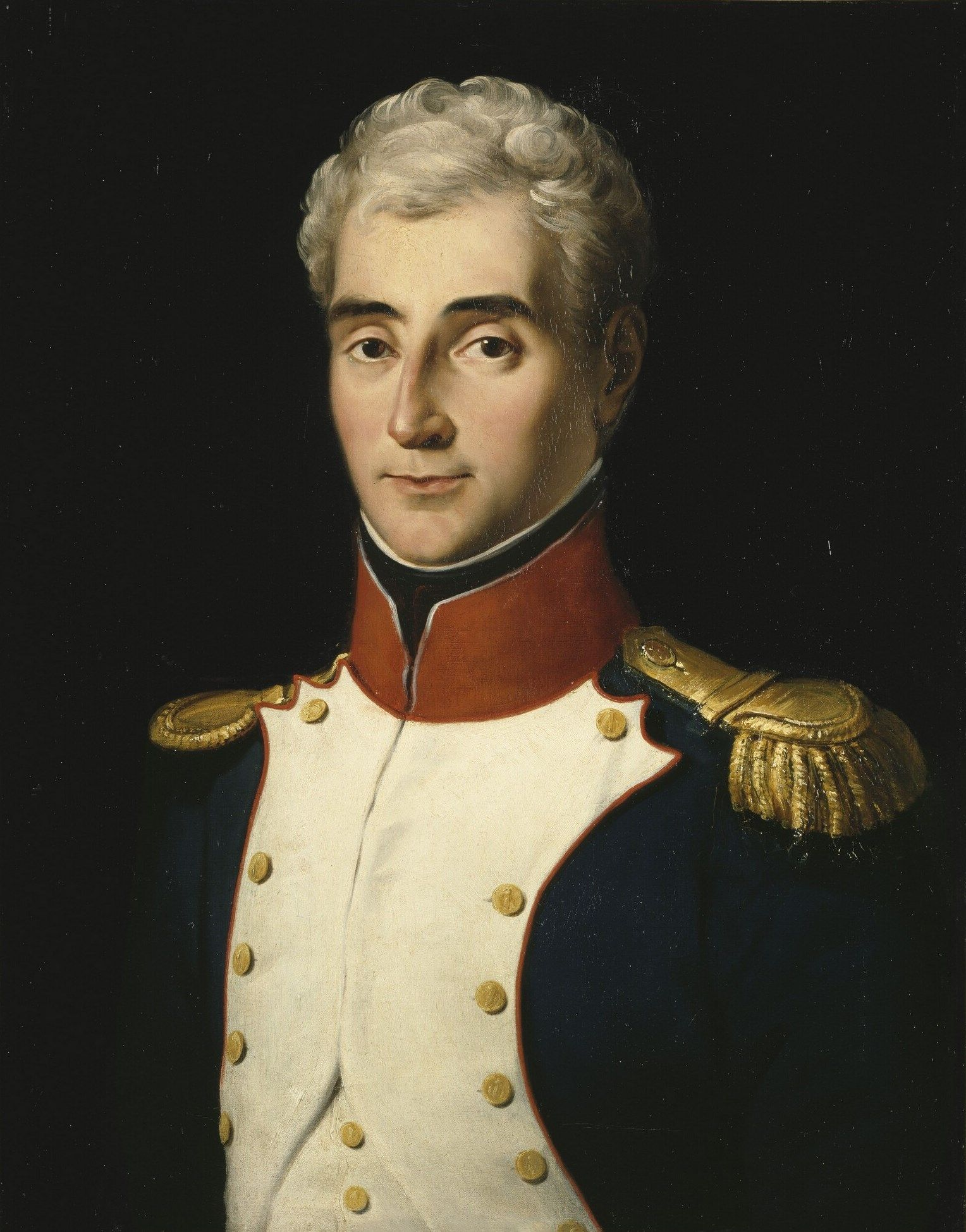
André Masséna, Trung tá Tiểu đoàn 2 vùng Var, Ferdinand Wachsmuth, 1834).

Khi Cách mạng Pháp bùng nổ tháng 4 năm 1789, tiểu đoàn do Masséna chỉ huy đang dàn quân ở biên giới với vùng Piemonte của Ý. Tháng 10 năm 1792, đơn vị của Masséna trở thành một phần của quân đoàn Ý (Armée d'Italie) trong lực lượng chính quy của Pháp.
Masséna đã sớm chứng tỏ khả năng của mình trên chiến trường và chỉ đến tháng 8 năm 1793 ông đã được phong hàm thiếu tướng, và đến tháng 12 là hàm trung tướng. Ông đặc biệt nổi bật trong Chiến dịch Ý lần 1 với những chiến thắng tại Saorgio (năm 1794) và Loano (năm 1795). Tháng 3 năm 1796, Masséna trở thành tư lệnh hai sư đoàn cận vệ tinh nhuệ của Napoléon Bonaparte. Masséna tiếp tục là một trong những tướng lĩnh quan trọng nhất của Napoléon trong các chiến thắng ở Arcole và Rivoli.
Năm 1799 Masséna được chuyển sang chỉ huy quân Pháp đóng ở Thụy Sĩ, tại đây ông đã giành thắng lợi trước các đơn vị Nga do Alexander Korsakov chỉ huy tại Trận Zurich thứ 2 vào tháng 9, buộc Nga hoàng phải một lần nữa ký hiệp ước liên minh với nước Pháp. 

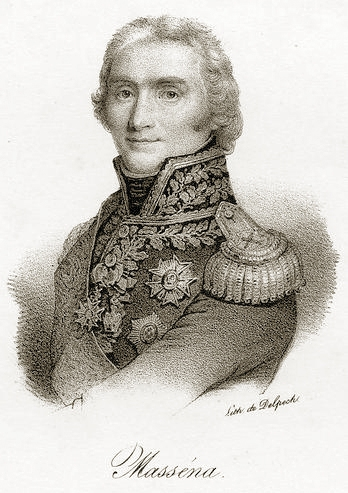
Thống chế Masséna với huân chương Bắc đẩu bội tinh trên ngực

Năm 1800, Masséna quay lại Ý và chỉ huy lực lượng Pháp trong cuộc Bao vây Genoa, một trong những chiến thắng lớn nhất của ông, cho đến trước Trận Marengo (ngày 14 tháng 6 năm 1800). Sau Trận Marengo, Masséna được cử làm tổng tư lệnh quân Pháp tại Ý, nhưng nhanh chóng bị cách chức vì để cho quân sĩ cướp bóc.

### Chiến tranh Napoléon và sau đó
Mãi cho đến năm 1804 thì Masséna mới được Napoléon hoàn toàn tin tưởng. Ông được thăng hàm Thống chế Pháp vào tháng 5 năm 1804 và được tặng thưởng huân chương Bắc đẩu bội tinh năm 1805. Ngày 30 tháng 10 năm 1805, Masséna chỉ huy lực lượng Pháp chiếm Verona và chống lại người Áo trong Trận Caldiero. Masséna được cử làm tư lệnh chiến dịch tấn công Vương quốc Napoli nhưng một lần nữa bị cách chức vì để quân sĩ dưới quyền cướp bóc và tàn sát dân thường tại Lauria tháng 8 năm 1806.
Năm 1807, Masséna được gọi lại để chỉ huy cánh phải của quân đội Napoléon (La Grande Armée). Với khả năng sẵn có, ông đã nhanh chóng giành được thắng lợi trong chiến dịch tại Rivoli. Trong một chuyến đi săn ở ngoại ô Paris, thống chế Berthier đã vô tình bắn súng trúng Masséna và làm ông bị hỏng một mắt.
Năm 1809, trong Trận Aspern-Essling, các đơn vị tiên phong của Quân đoàn IV do Masséna chỉ huy bị người Áo cắt rời khỏi lực lượng chính. Bản thân Masséna lại bị thương sau khi con ngựa của ông vấp phải một cái hang thỏ và hất vị thống chế xuống đất. Không rời khỏi trận địa, ông tiếp tục ngồi trong một chiếc xe hòm để chỉ huy quân Pháp cho tới khi các đơn vị bị chia cắt nhập được vào đại quân. Với thành tích tại Essling và tại Wagram, ông được phong danh hiệu Hoàng tử Essling năm 1810.

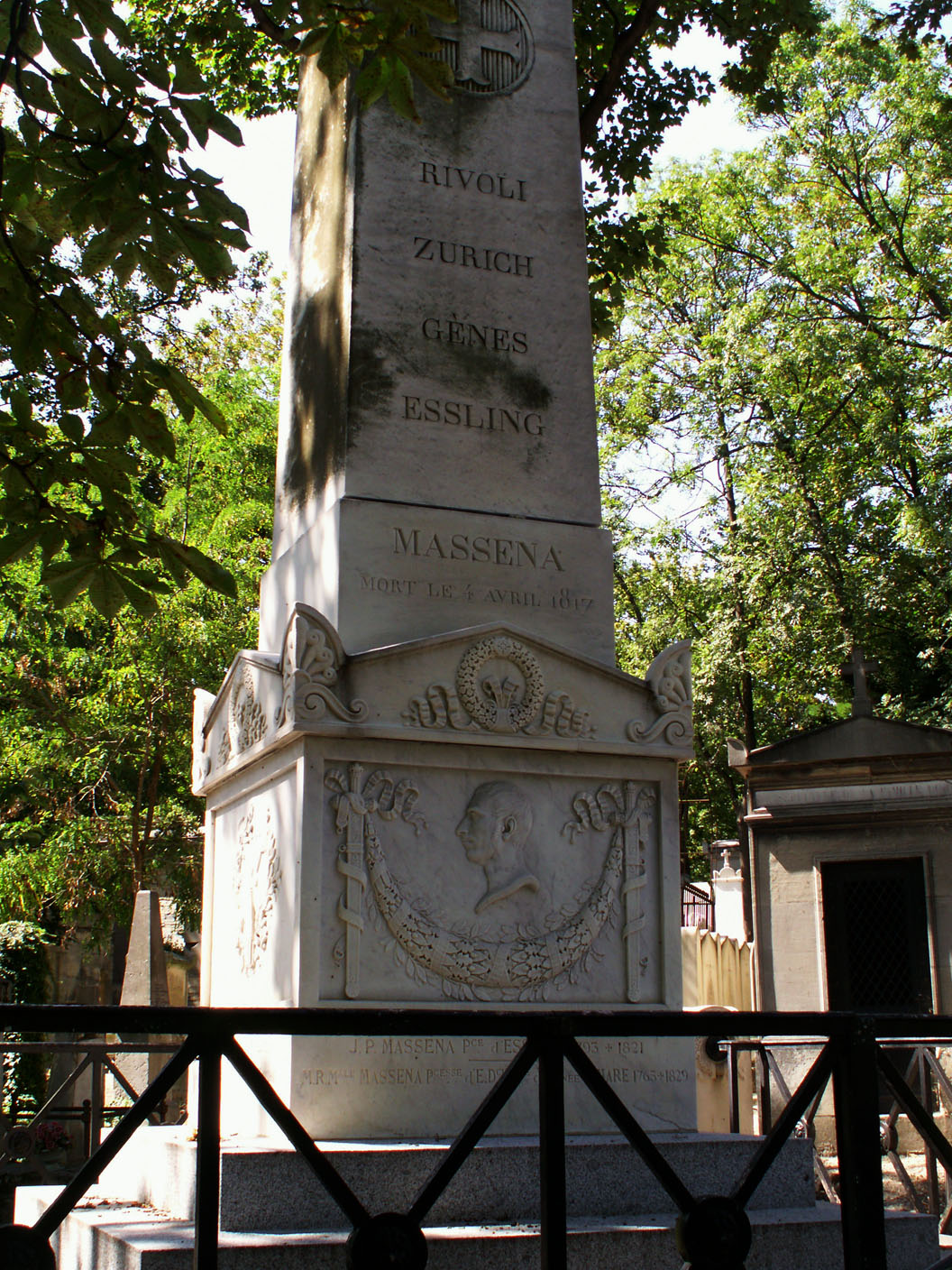
Mộ thống chế Masséna tại khu 28, Nghĩa trang Père-Lachaise

Cùng năm 1810, Masséna chỉ huy quân Pháp tấn công Bồ Đào Nha. Tại Trận Buçaco ngày 27 tháng 9, ông đã thành công trong việc đẩy lùi lực lượng liên minh về phòng tuyến Torres Vedras. Tuy vậy sau những thất bại tại Trận Barrosa và Trận Fuentes de Oñoro, Masséna buộc phải rút quân khỏi Bồ Đào Nha, ông bị thay thế bởi Thống chế Auguste Marmont và bị chuyển về làm tư lệnh quân đội địa phương tại Marseille.
Masséna chỉ trở lại quân ngũ sau khi Napoléon phải thoái vị và vua Louis XVIII lên ngôi. Trong giai đoạn Vương triều 100 ngày, Masséna từ chối chiến đấu cho cả phe bảo hoàng và phe Napoléon. Sau khi Napoléon thất bại hoàn toàn, Masséna đã từ chối tham gia phiên tòa xử thống chế Ney. Ông chết không lâu sau đó vào ngày 4 tháng 4 năm 1817, thọ 58 tuổi.
André Masséna được chôn cất tại Nghĩa trang Père-Lachaise trong khu thống chế bên cạnh các bạn đồng ngũ như Ney, Davout và Murat.